# Gephyromantis tahotra
Espèce
Statut de conservation UICN

 VU B1ab(iii) : Vulnérable
Gephyromantis tahotra est une espèce d'amphibiens de la famille des Mantellidae.

## Répartition et habitat
Cette espèce est endémique de Madagascar. Elle se rencontre dans le parc national de Marojejy. On la trouve entre 1 326 et 2 000 m d'altitude. Elle vit dans la forêt tropicale humide.

## Publication originale
- Glaw, Köhler & Vences, 2011 : New species of Gephyromantis from Marojejy National Park, northeast Madagascar. Journal of Herpetology, vol. 45, no 2, p. 155-160.